# Polioptila paraensis
A Polioptila paraensis a madarak osztályának a verébalakúak (Passeriformes) rendjéhez és a szúnyogkapófélék (Polioptilidae) családjához tartozó faj.

## Rendszerezése
A fajt Walter Edmond Clyde Todd írta le 1937-ben. Besorolása vitatott, egyes szervezetek szerint a Polioptila guianensis alfaja Polioptila guianensis paraensis néven.

## Előfordulása
Dél-Amerikában, Brazília és Bolívia területén honos.

## Megjelenése
Testhossza 10-11 centiméter, testtömege 6 gramm.